# روبرت فازيكاس
روبرت فازيكاس (بالمجرية: Fazekas Róbert)‏ مواليد 18 أغسطس 1975، هو رامي قرص مجري. مثل بلاده في الأولمبياد. جرد من الذهبية التي حققها في الألعاب الأولمبية الصيفية 2004 بسبب المنشطات.

## سجل المنافسة
| العام      | المسابقة                                  | المكان             | المركز             | حدث        | ملاحظة     |
| يمثل المجر | يمثل المجر                                | يمثل المجر         | يمثل المجر         | يمثل المجر | يمثل المجر |
| ---------- | ----------------------------------------- | ------------------ | ------------------ | ---------- | ---------- |
| 1994       | بطولة العالم للناشئين لألعاب القوى 1994   | لشبونة، البرتغال   | 6                  | القرص      | 53.24 م    |
| 1994       | بطولة العالم للناشئين لألعاب القوى 1994   | لشبونة، البرتغال   | 17                 | المطرقة    | 57.74 م    |
| 1997       | بطولة أوروبا لألعاب القوى تحت 23 سنة 1997 | توركو، فنلندا      | 6                  | القرص      | 55.60 م    |
| 1998       | بطولة أوروبا لألعاب القوى 1998            | بودابست            | 4                  | القرص      | 65.13 م    |
| 1999       | بطولة العالم لألعاب القوى 1999            | إشبيلية، إسبانيا   | 11                 | القرص      | 61.71 م    |
| 2000       | الألعاب الأولمبية الصيفية 2000            | سيدني              | 16                 | القرص      | 61.76 م    |
| 2001       | بطولة العالم لألعاب القوى 2001            | إدمونتون، كندا     | 26                 | القرص      | 53.73 م    |
| 2002       | بطولة أوروبا لألعاب القوى 2002            | ميونخ، ألمانيا     | 1                  | القرص      | 68.83 م    |
| 2003       | بطولة العالم لألعاب القوى 2003            | باريس، فرنسا       | 2                  | القرص      | 69.01 م    |
| 2003       | نهائي ألعاب القوى العالمي 2003            | مونت كارلو، موناكو | 2                  | القرص      | 66.08 م    |
| 2004       | الألعاب الأولمبية الصيفية 2004            | أثينا، اليونان     | جرّد من الأهلية (1) | القرص      | منشطات     |
| 2008       | الألعاب الأولمبية الصيفية 2008            | بكين، الصين        | 8                  | القرص      | 63.43 م    |
| 2010       | بطولة أوروبا لألعاب القوى 2010            | برشلونة، إسبانيا   | 3                  | القرص      | 66.43 م    |

## روابط خارجية
- روبرت فازيكاس على موقع الاتحاد الدولي لألعاب القوى (الإنجليزية)
- روبرت فازيكاس على موقع اللجنة الأولمبية الدولية (الإنجليزية)
- روبرت فازيكاس على موقع أوليمبيديا (الإنجليزية)